# Museo Nacional de la Acuarela Alfredo Guati Rojo

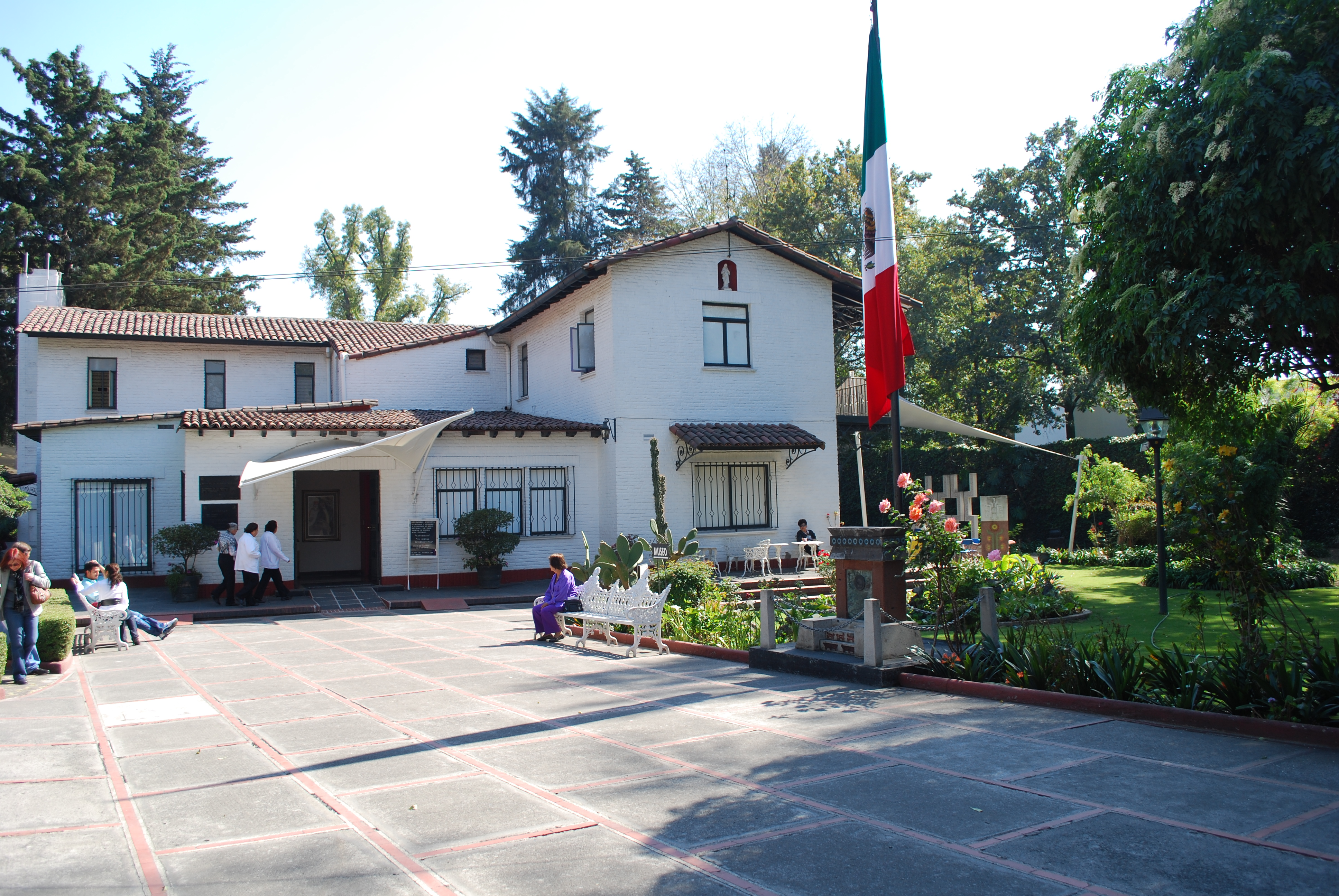
Blick auf das Museo Nacional de la Acuarela Alfredo Guati Rojo

Das Museo Nacional de la Acuarela Alfredo Guati Rojo (span. für Nationales Aquarellmuseum Alfredo Guati Rojo) ist ein ausschließlich der Aquarellkunst gewidmetes Kunstmuseum in Mexiko-Stadt und das weltweit erste Museum dieser Art.

## Lage und Besuchsmöglichkeit
Das Museum befindet sich unter Nummer 88 der Calle de Salvador Novo im Barrio de Santa Catarina der Delegación Coyoacán von Mexiko-Stadt. Es ist täglich von 10 bis 18 Uhr geöffnet und der Eintritt ist frei.

## Geschichte
Die Gründung des Museums erfolgte am 21. Dezember 1967, als das 1954 ebenfalls auf Initiative des Aquarellkünstlers und Kunstsammlers Alfredo Guati Rojo Cárdenas (1918–2003) ins Leben gerufene Instituto de Arte de México in das heutige Museum umgewandelt wurde. Die offizielle Eröffnung für den Publikumsverkehr fand am 2. Januar 1968 statt. Die Sammlung bestand aus Werken, die Alfredo Guati Rojo aus eigenen Mitteln erworben hatte. Er führte das Privatmuseum gemeinsam mit seiner Frau Berta Pietrasanta (1916–2003), mit der er seit dem 1. März 1941 verheiratet war.
Das Museum befand sich ursprünglich unter Nummer 141 der Calle de Puebla in der Colonia Roma der Delegación Cuauhtémoc im Zentrum von Mexiko-Stadt. Nachdem das Gebäude beim Erdbeben von Mexiko-Stadt 1985 stark beschädigt worden war, wurde das Museum im April 1987 an seinen heutigen Standort im Süden von Mexiko-Stadt verlegt.